# Wijken en buurten in de gemeente Rozenburg
De voormalige Nederlandse gemeente Rozenburg werd, tot de herindeling van 1 januari 2010, voor statistische doeleinden onderverdeeld in wijken en buurten. Per 18 maart 2010 is Rozenburg geen zelfstandige gemeente meer, maar een deelgemeente van de gemeente Rotterdam.
De gemeente werd verdeeld in de volgende statistische wijken:
- Wijk 00 (CBS-wijkcode:060000)

Een statistische wijk kan bestaan uit meerdere buurten. Onderstaande tabel geeft de buurtindeling met kentallen volgens het Centraal Bureau voor de Statistiek (2008):
| CBS-buurtcode | Buurtnaam               | Inwonertal | Opp. totaal (ha) | Opp. land (ha) | Ligging                |
| ------------- | ----------------------- | ---------- | ---------------- | -------------- | ---------------------- |
| BU06000000    | Rozenburg               | 12550      | 412              | 325            | Locatie in de gemeente |
| BU06000001    | Noordzeeweg en omgeving | 0          | 238              | 124            | Locatie in de gemeente |